# Cser Ádám
Cser Ádám (Bagdad, 1979. május 14. –) magyar karmester, zeneszerző.

## Élete, munkássága
Művészcsaládban született. Nagyanyja Cser Tímea operaénekes, apja Cser Miklós karmester, anyja Balló Andrea festőművész, bátyja Cser Krisztián operaénekes, húga Kinga a filmes szakmában dolgozik. Felesége Herczenik Anna operaénekes, fiuk Ármin.
Kilencéves korában kezdett zongorázni tanulni Szegeden, de már 11 éves kora óta a zeneszerzéssel is foglalkozik. Felsőfokú zenei tanulmányait a Szegedi Tudományegyetem Zeneművészeti karán kezdte: zeneelmélet, zongorát és karvezetést tanult. 2000-ben felvételt nyert a Zeneakadémia ének-zene karvezetés szakára, ahol 2005-ben végzett, de a tanulmányait még ebben az évben tovább folytatta a karmester szakon, Ligeti András és Gál Tamás irányításával. Itt 2010-ben diplomázott – kitüntetéssel. Ezután Erasmus-ösztöndíjjal az amerikai Mark Stringer professzor hallgatója volt a bécsi Zeneakadémián. Három évben is az Universität der Künste Berlin vendéghallgatója volt (2007, 2008, 2009). Tanulmányai alatt és után számos világhírű karmester mesterkurzusán vett részt (Peskó Zoltán, Simon Rattle, Eötvös Péter, Bernard Haitink, Jorma Panula). Több karmesterversenyen vett részt (2011 Mephis, 2012 Koppenhága, 2012 London), 2017-ben a Maestro Solti Karmesterversenyen bekerült a legjobb öt közé.
1998-ban alapító tagja volt a szegedi Victoria kamarakórusnak, majd 2003-ban a vezetője lett. A kórussal több külföldi díjat nyert el. 2011-ben megalapította a Victoria kamarazenekart. 2008-tól dolgozott a zalaegerszegi Hevesi Sándor Színházban, 2010–2012 között a szolnoki Szigligeti Színházban és más színházakban. 2012 óta a Szolnoki Szimfonikus Zenekar karmestere és a Miskolci Nemzeti Színház zeneigazgatója. Asszisztensként dolgozott a bergeni és a manchesteri BBC-zenekarnál, valamint 2016-ban Fischer Iván mellett a Budapesti Fesztiválzenekarnál. Szabadúszó karmesterként ezen kívül több más zenekarral is dolgozott együtt (a Magyar Rádió Szimfonikus Zenekara, Concerto Budapest, Óbudai Danubia Zenekar, Miskolci Szimfonikus Zenekar stb.), vezényelt az Operaházban, és számos külföldi fellépése is van.
Zeneszerzőként kórusműveket, kamaradarabokat, szimfonikus darabokat szerzett. A 2006-os Vántus István zeneszerzőversenyen második díjat nyert Psalmus 70 című művével, 2008-ban pedig a Libera… című műve közönségdíjas lett. A Miskolci Szimfonikus Zenekar 2012. október 1-jén mutatta be I. szimfóniáját.
2014-ben elnyerte a Magyar Művészeti Akadémia fiatal művészeknek járó ösztöndíját.